# Singelmode
Singelmode är en typ av fiberoptisk kabel där alla våglängder har en och samma hastighet. Jämfört med en multimode-fiber är singelmode-fibern tunnare och har lägre dissipation (förluster av ljusstrålar) och dispersion (olika våglängder har olika hastigheter), vilket gör att den kan användas över längre avstånd. Singlemode-fibrer är billigare än multimode fiber men svårare att skarva och ömtåligare. aktiv utrustning till singlemode är dock betydligt dyrare än till multimode fiber.